# Ga (llengua)
El ga (o accra, o amina, o gain) és una llengua kwa que es parla a la zona costanera del sud-est d'Accra, a Ghana. Segons el joshuaproject, la lengua ga és parlada per quatre grups humans: els adan, adangbes; els ga, amines; els ga, amines, gains; i els ga-adangme-krobos; la majoria d'aquests a Ghana, excepte els ga, amina, gains, que viuen a Togo i els ga-adangme-krobos que viuen a Benín. Hi ha entre 600.000 (ethnologue, 2004) i 846.000 parlants de ga.

## Família lingüística
El ga és una llengua que està juntament amb l'adangme en un subgrup de les llengües nyos, que són llengües kwa, que formen part de la gran família de les llengües nigerocongoleses.

## Etnònim
El nom del poble ga en la seva llengua és el de gamei. Un home ga es diu ganyo i un infant ga es diu ganyobi.

## Geolingüística i pobles veïns
Segons l'ethnologue, el ga és la llengua majoritària de la ciutat d'Accra i els seus voltants. Segons el joshuaproject, el ga també el parlen minories a la Regió Volta, a Togo i a Benín.
Segons el mapa lingüístic de Ghana de l'ethnologue, el territori ga està situat a la ciutat d'Accra i els seus voltants. Al sud limiten amb l'oceà Atlàntic, a l'oest limiten amb els àkans i els awutus; al nord limiten amb els àkans i els lartehs; i a l'est limiten amb els dangmes.

## Gramàtica
El ga s'escriu en alfabet llatí que està compost de 26 lletres. Té 7 vocals i 19 consonants: 
Aa Bb Dd Ee Ɛɛ Ff Gg Hh Ii Jj Kk Ll Mm Nn Ŋŋ Oo Ɔɔ Pp Rr Ss Tt Uu Vv Ww Yy Zz

### Vocals (Vaoli)
Les vocals del ga són invariables. Cada vocal pot tenir tres llargades diferents i s'escriu repetint la vocal. Per exemple: a, aa, aaa.
|             | Anterior | Anterior | Central | Central | Posterior | Posterior |
| oral        | nasal    | oral     | nasal   | oral    | nasal     |           |
| ----------- | -------- | -------- | ------- | ------- | --------- | --------- |
| Tancada     | i        | ĩ        |         |         | u         | ũ         |
| Semitancada | e        |          |         |         | o         |           |
| Semioberta  | ɛ        | ɛ̃        |         |         | ɔ         | ɔ̃         |
| Oberta      |          |          | a       | ã       |           |           |

### Consonants (Kɔnsonanti)
Les consonants es pronuncien de manera similar al francès, amb l'excepció de les lletres que no existeixen a l'alfabet llatí, sobretot la lletra ŋ, que es pronuncia ng.
El ga té 31 consonants:
|            | Labial | Labial | Dental | Dental | Postalveolar and palatal | Postalveolar and palatal | Postalveolar and palatal | Postalveolar and palatal | Velar | Velar | Velar | Velar | Labial- velar | Labial- velar | Glotal | Glotal |
| Plana      | Plana  | Labial | Dental | Dental | Labialitzada             | Labialitzada             | Plana                    | Plana                    | Lab.v | Lab.v | Plain | Lab.  | Labial- velar | Labial- velar |        |        |
| ---------- | ------ | ------ | ------ | ------ | ------------------------ | ------------------------ | ------------------------ | ------------------------ | ----- | ----- | ----- | ----- | ------------- | ------------- | ------ | ------ |
| Nasal      | m      | m      | n      | n      | ɲ                        | ɲ                        |                          |                          | ŋ     | ŋ     |       |       | ŋ͡m            | ŋ͡m            |        |        |
| Oclusiva   | p      | b      | t      | d      | tʃ                       | dʒ                       | tʃʷ                      | dʒʷ                      | k     | ɡ     | kʷ    | ɡʷ    | k͡p            | ɡ͡b            |        |        |
| Fricativa  | f      | v      | s      | z      | ʃ                        |                          | ʃʷ                       |                          |       |       |       |       |               |               | h      | hʷ     |
| Aproximant |        |        | l      | l      | j                        | j                        | ɥ                        | ɥ                        |       |       |       |       | w             | w             |        |        |

- [ŋʷ] és un al·lòfon de /w/ que succeix abans de les nasals i que està representada amb un dígraf propi en l'escriptura.
- /l/ es podria realitzar com [r] quan està entre una consonant i una vocal
- /j/ té un al·lòfon [ɲ] abans de les vocals nasals

### Dígrafs i trígrafs (Haaji Agbɛɛmɔ)
Existeixen 11 dígrafs i dos trígrafs. Les combinacions de lletres que es pronuncien amb un únic so són:
- Gb gb - /ɡb/
- Gw gw - /ɡʷ/
- Hw hw - /hʷ/
- Jw jw - /d͡ʒʷ/
- Kp kp - /kp/
- Kw kw - /kʷ/
- Ny ny - /ɲ/
- Ŋm ŋm - /ŋm/
- Ŋw ŋw - [ŋʷ] (un al·lòfon més rar que un fonema)
- Sh sh - /ʃ/
- Ts ts - /t͡ʃ/
- Shw shw - /ʃʷ/
- Tsw tsw - /t͡ʃʷ/

### Numerals
| 1 – ékòmé            | 21 – ɲɔ̀ŋmá - !í ényɔ̀ kɛ̀ ékòmé  |
| 2 – éɲɔ̀              | 22 – ɲɔ̀ŋmá - !í ényɔ̀ kɛ̀ éɲɔ̀    |
| 3 – étɛ̃              | 23 – ɲɔ̀ŋmá - !í ényɔ̀ kɛ̀ étɛ̃    |
| 4 – éɟwɛ̀             | 24 – ɲɔ̀ŋmá - !í ényɔ̀ kɛ̀ éɟwɛ̀   |
| 5 – énùmɔ̃            | 25 – ɲɔ̀ŋmá - !í ényɔ̀ kɛ̀ énùmɔ̃  |
| 6 – ék͡pàa            | 26 – ɲɔ̀ŋmá - !í ényɔ̀ kɛ̀ ék͡pàa  |
| 7 – k͡pàwo            | 27 – ɲɔ̀ŋmá - !í ényɔ̀ kɛ̀ k͡pàwo  |
| 8 – k͡pàaɲɔ̃           | 28 – ɲɔ̀ŋmá - !í ényɔ̀ kɛ̀ k͡pàaɲɔ̃ |
| 9 – nɛ̀ɛhṹ            | 29 – ɲɔ̀ŋmá - !í ényɔ̀ kɛ̀ nɛ̀ɛhṹ  |
| 10 – ɲɔ̀ŋmá           | 30 – ɲɔ̀ŋmá - !í étɛ̃            |
| 11 – ɲɔ̀ŋmá kɛ̀ ékòmé  | 40 – ɲɔ̀ŋmá - !í éɟwɛ̀           |
| 12 – ɲɔ̀ŋmá kɛ̀ éɲɔ̀    | 50 – ɲɔ̀ŋmá - !í énùmɔ̃          |
| 13 – ɲɔ̀ŋmá kɛ̀ étɛ̃    | 60 – ɲɔ̀ŋmá - !í ék͡pàa          |
| 14 – ɲɔ̀ŋmá kɛ̀ éɟwɛ̀   | 70 – ɲɔ̀ŋmá - !í k͡pàwo          |
| 15 – ɲɔ̀ŋmá kɛ̀ énùmɔ̃  | 80 – ɲɔ̀ŋmá - !í k͡pàaɲɔ̃         |
| 16 – ɲɔ̀ŋmá kɛ̀ ék͡pàa  | 90 – ɲɔ̀ŋmá - !í nɛ̀ɛhṹ          |
| 17 – ɲɔ̀ŋmá kɛ̀ k͡pàwo  | 100 – òhá, pl. -ì              |
| 18 – ɲɔ̀ŋmá kɛ̀ k͡pàaɲɔ̃ | 200 – òhá -!í éɲɔ̀              |
| 19 – ɲɔ̀ŋmá kɛ̀ nɛ̀ɛhṹ  | 1000 – àkpé, pl. -ì            |
| 20 – ɲɔ̀ŋmá - !í éɲɔ̀  | 2000 – àkpé -!í éɲɔ̀            |

El Ga té un sistema decimal. No és segur si els numerals 7 i 8 són etimològicament derivats de 6+1 i 6+2, respectivament.

## Sociolingüística, estatus i ús de la llengua
El ga és una llengua educacional (EGIDS 4). És una llengua reconeguda des de les lleis de la Costa d'Or de 1951 i una llengua vernacular segons l'ordenança número 44. És una llengua gaudeix d'un ús vigorós, està estandarditzada, té literatura i s'utilitza en l'ensenyament. Entre el 30 i el 60% dels dangmes han estat alfabetitzats en llengua dangme i entre el 75 i el 100% l'aprenen com a segona llengua. Els anys 1866 i 1997 s'hi va traduir la Bíblia. Els ga també parlen l'anglès, llengua oficial de Ghana. El ga s'ensenya en escoles d'educació primària i secundària. Els nawdms utilitzen el ga com a segona llengua.